# 航空主兵論
航空主兵論（）とは、軍の中核となる戦力を航空戦力とする兵術思想。戦艦無用論にも発展した。空軍独立論（）、空軍万能論（）とも。

## 日本

### 大日本帝国陸軍
陸軍の空軍万能論は、イタリアのジュリオ・ドゥーエ少将、アメリカ合衆国のウィリアム・ミッチェル少将に同調する者もいたが、大勢はフランスのジョノー少佐の所論でさえ誇大妄想として軽視されていた。
1922年に陸軍大学校教官の小笠原数夫少佐が陸大で発表した「航空部隊用法ニ関スル一般原則」は地上作戦の協力がほとんどで、偵察を重視していたが、制空権の価値にたいする認識の萌芽も見られた。フォール大佐やジョノー少佐らの仏国用法思想は、地上作戦への協力を重視するものであり、本案は認められ、参謀本部で研究され陸軍の基礎となった。
1928年3月20日の統帥綱領制定では、航空は攻勢用法に徹底して、戦場空中の防空、制空獲得の姿が消え、地上作戦の協力が重視された。
初代臨時軍用気球研究会会長の長岡外史中将は衆院議員時代に「航空省の設置」の議案を提出した。
初代航空部本部（航空本部）部長の井上幾太郎大将は陸海軍共同の空軍建設を上申したが、却下された。
1935年にドイツが再軍備を開始し、ドイツ空軍（ルフトヴァッフェ）が創立されると、これに影響を受けた陸軍は空軍独立論を主張し始めたが海軍の反対により実現しなかった。
1936年（昭和11年）10月から翌年2月まで菅原道大を実質的な長として通称菅原航空視察団がドイツ空軍の視察に派遣された。帰国後、菅原は仙台陸幼の同期である石原莞爾・町尻量基とともに「航空重視」の上申書を参謀本部に提出したが、これに対する参謀本部の反応は芳しくなかった。
1937年（昭和12年）4月には、菅原は海軍側に空軍独立の正式提案に行ったが、大西瀧治郎大佐を介して「空軍独立問題は時期尚早であり、海軍側は不賛成である」との返答がなされた。
陸軍側の空軍独立論に対し、航空主兵論の第一人者である海軍の山縣正郷は航空屋としては歓迎だが、空軍が活躍すれば海軍が不要になる結果を生ずる以上、海軍組織を維持するためには空軍独立を認めない見解を示し、航空主兵論者を落胆させた。また、空軍設立を提案する以上は、目視目標がない洋上での航空術を陸軍飛行隊にも施すべきとする難題を陸軍にぶつけ、空軍独立を断念させる原因を作っ

### 大日本帝国海軍
まだ航空戦力の歴史が浅かった第二次世界大戦前、戦艦を軍における主力とする大艦巨砲主義が台頭していたが、航空技術の飛躍によって航空戦力は近い将来に戦艦を撃沈しうるものになるであろうこと、そうなれば艦隊の砲撃戦に入る前に航空で大局が決まること、また航空機は戦艦に比べて捜索・偵察・局地攻撃など活動の分野がきわめて大きいことなどを理由として、主力を戦艦から航空機に変更すべきであるとする「航空主兵論」が唱えられた。大艦巨砲主義者からは、航空攻撃で戦艦は撃沈し得ない、航空は天候の障害を克服する能力が不十分であるなどの理由で反論があった。
1930年、ロンドン条約により日本は制約に縛られ、軍の主力と目されていた戦艦の建造が制限されることになった。そんな中、航空機の技術が飛躍的に進み、主力を航空戦力に移そうという航空主兵論の声が高まった。しかし、1934年ごろはまだ航空機で戦艦撃沈は不可能で、海軍演習審判基準でも対空射撃命中は過大であり、航空機は戦艦主砲の着弾観測と戦艦の制空援護という艦隊の補助戦力とみなされていた。山本五十六大将は「頭の固い鉄砲屋の考えを変えるのには、航空が実績をあげてみせるほか方法はないから、諸君は更に一層訓練や研究に努めるべきだ」と航空主兵論を励ます一方、横須賀航空隊で「金持ちの家の床の間には立派な置物がある。そのものには実用的の価値はないが、これあるが故に金持ちとして無形的な種々の利益を受けていることが多い。戦艦は、なるほど実用的価値は低下してきたが、まだ 世界的には戦艦主兵の思想が強く、国際的には海軍力の象徴として大きな影響力がある。だから諸君は、戦艦を床の間の置物だと考え、あまり廃止廃止と主張するな」とも訓示した。
1937年7月には海軍航空本部教育部長大西瀧治郎大佐が「航空軍備に関する研究」と題するパンフレットを各方面に配布した。大遠距離、大攻撃力、大速力を持つ大型機による革新を説くもので、大型機が将来的に戦艦の役割も担うと主張した。その内容は潜水艦以外の艦艇は航空に対抗し得ないとする一方で戦闘機といった小型航空機も将来性がないとする戦闘機無用論も含んでいた。
航空主兵論はなかなか認められず、太平洋戦争の1941年12月真珠湾攻撃に続く航空成果は航空の評価を上げたが、1942年3月1日大西中将が「もう航空主兵だろう」と説いても、連合艦隊参謀長宇垣纏中将は「大洋上の艦隊戦闘を考えると海軍大勢はまだ戦艦が主兵」と答えた。1942年春、軍令部部員佐薙毅も「空母の必要は上司も認めるも軍令部二課長田口太郎の戦艦価値失い航空主兵は飛躍しすぎ」と記録している。当時軍令部第一部長だった福留繁中将も戦後の回想で空母が活躍もまだ主兵は依然戦艦だと思っていたと語っている。
1942年4月末、戦訓研究会で山本五十六は「長期持久的守勢を取ることは、連合艦隊司令長官としてできぬ。海軍は必ず一方に攻勢をとり、敵に手痛い打撃を与える要あり。敵の軍備力は我の5 - 10倍なり。これに対し次々に叩いてゆかなければ、いかにして長期戦ができようか。常に敵の手痛いところに向かって、猛烈な攻勢を加えねばならぬ。しからざれば不敗の態勢など保つことはできぬ。これに対してわが海軍軍備は一段の工夫を要す。従来のゆき方とは全然異ならなければならぬ。軍備を重点主義によって整備し、これだけは敗けぬ備えをなす要あり。わが海軍航空威力が敵を圧倒することが絶対必要なり」と主張した。
1942年4月28-29日大和で行われた第一段作戦研究会で第一航空艦隊航空参謀源田実中佐は大艦巨砲主義に執着する海軍上層部を「秦の始皇帝は阿房宮を造り、日本海軍は戦艦大和をつくり、共に笑いを後世に残した」と批判して一切を航空主兵に切り替えるように訴えた。第二艦隊砲術参謀藤田正路は大和の主砲射撃を見て1942年5月11日の日誌に「すでに戦艦は有用なる兵種にあらず、今重んぜられるはただ従来の惰性。偶像崇拝的信仰を得つつある」と残した。
1942年6月、ミッドウェー海戦の敗北で、思想転換は不十分ではあったものの、航空の価値が偉大と認めて航空優先の戦備方針を決定する。しかし、方針、戦備計画のみで施策、実施などまで徹底していなかった。国力工業力不十分な日本では航空と戦艦の両立は不可能であり、艦艇整備を抑える必要があったがそこまで行うことができなかった。第三艦隊は航空主兵に変更されたが、第一艦隊、第二艦隊は従来のままで、第三艦隊で制空権を獲得してから戦艦主兵の戦闘を行う考えのままであった。1942年8月から始まるガダルカナル島の戦いは航空消耗戦でついに航空兵力の補給補充が追いつかなくなったが、軍指導部は生産力を集中させる施策をしなかった。
ガダルカナル島の戦い後の1943年第三段作戦計画発令で連合艦隊作戦要綱を制定発令し、航空主兵を目的とした兵術思想統一が行われた。
戦後、航空主兵論者だった源田実大佐は、海軍が大艦巨砲主義から航空へ切り替えられなかったのは組織改革での犠牲を嫌う職業意識の強さが原因だったと指摘する。「大砲がなかったら自分たちは失業するしかない。多分そういうことでしょう。兵術思想を変えるということは、単に兵器の構成を変えるだけでなく、大艦巨砲主義に立って築かれてきた組織を変えるとことになるわけですから。人情に脆くて波風が立つのを嫌う日本人の性格では、なかなか難しいことです」と語っている。
奥宮正武少佐は、航空主兵論は大艦巨砲主義と対立し、主力は航空機であり戦艦は必要ないとする戦艦無用論にまで発展し、当時極端とも見られたが、太平洋戦争の経過がその見通しがほぼ正しかったことを証明した。航空関係者が嘆いていた理由は、大艦巨砲主義の下で作られる戦艦は建造費、維持費など莫大な経費が浪費される割にほぼ戦局に寄与しないことであり、その予算を航空に回せばより強力なものができると考えていたためである。基地防空をとっても、戦争では航空機の多くが地上撃破されて急速に戦力を失うことになったが、1944年まで敵の姿も見なかった戦艦には高角砲、高射機関銃など充実した対空装備がされており、これを航空基地の対空に回せば主力となった航空機の地上被害は減少したはずであった。また、航空戦力の喪失で戦艦もなすすべなく沈む結果となった。戦艦の予算を航空に回せば、態勢を整えられたのに戦艦は何もしないことで航空部隊の行動の妨害となっていたと語っている。

### 第二次世界大戦後
航空主兵論者で自衛隊に加わった旧海軍士官の殆どは航空自衛隊に入隊した。その代表人物は源田実航空幕僚長や奥宮正武空将である。

## アメリカ合衆国

### アメリカ合衆国陸軍
アメリカ陸軍のウィリアム・ミッチェルは空軍独立論者であり、戦艦無用論の提唱者であった。1921年7月13日 - 21日、ミッチェルによって陸海軍協同で戦艦に対する大規模な爆撃実験を行なわれた。陸軍航空隊のマーチン爆撃機 (MB-2) で大西洋岸に浮かべた実験艦に対艦爆撃を行い、ドイツの戦艦オストフリースランドを2000ポンド（900キログラム）爆弾で撃沈した。実験では他に旧式戦艦ニュージャージー、軽巡洋艦フランクフルトなどを撃沈させている。ミッチェルはその後、アメリカ空軍の設立を各方面に説いてまわったが容れられず、ついには軍首脳の不興を買って左遷されたが、戦艦無用論をしつこく宣伝して自説を曲げることはなかった。

## イギリス空軍
ヒュー・トレンチャード子爵を中心に英国陸軍航空隊（王立工兵隊の一部）と王立海軍航空隊を統合して、王立空軍（RAF）が設立された。

## ドイツ空軍
陸軍航空隊の限界を悟ったヴェルナー・フォン・ブロンベルク国防大臣により陸軍航空部（Luftschutzamt）が新設の航空省（旧ドイツ航空委員会）に移管され、空軍（ルフトヴァッフェ）が設立された。ヘルマン・ゲーリングが中心となった航空省には、アルベルト・ケッセルリンク、エアハルト・ミルヒ、ヴァルター・ヴェーファーなどが参画している。